# Jürgen Förster (Historiker)
Jürgen Förster (* 3. Mai 1940 in Reichenberg) ist ein deutscher Historiker.

## Leben
Förster studierte nach seinem Abitur und Wehrdienst von 1962 bis 1968 Geschichte und Anglistik an den Universitäten Köln und Nottingham. 1966 erhielt er das Postgraduate Diploma in English Studies und machte 1968 in Köln sein Staatsexamen. 1974 wurde Förster bei Andreas Hillgruber mit der Dissertation Die Auswirkungen der Katastrophe von Stalingrad 1942/1943 auf die europäischen Verbündeten Deutschlands und die Türkei zum Dr. phil. promoviert.
Von 1970 bis 2000 arbeitete er als wissenschaftlicher Mitarbeiter am Militärgeschichtlichen Forschungsamt (MGFA) und war am Projekt Zweiter Weltkrieg und dessen zugehörigem Reihenwerk Das Deutsche Reich und der Zweite Weltkrieg beteiligt.
In seiner akademischen Laufbahn besaß Förster Lehraufträge in Freiburg und Berlin und hatte mehrere Gastprofessuren, unter anderem an der Arizona State University, der Ohio State University, der Hebräischen Universität Jerusalem, der University of Glasgow, der Universität Melbourne und der Flinders University. Von 2005 bis 2013 war Förster Lehrbeauftragter für Militärgeschichte am Lehrstuhl für Neuere und Neueste Geschichte in Freiburg.
Förster ist Mitglied des Advisory Editorial Board der Zeitschrift War in History.

## Schriften (Auswahl)
- Stalingrad. Risse im Bündnis 1942/43 (= Einzelschriften zur militärischen Geschichte des Zweiten Weltkrieges. Bd. 16). Rombach, Freiburg im Breisgau 1975, ISBN 3-7930-0175-X.
- mit Horst Boog, Joachim Hoffmann, Ernst Klink, Rolf-Dieter Müller, Gerd R. Ueberschär: Der Angriff auf die Sowjetunion (= Fischer. Bd. 11008: Geschichte). Fischer, Frankfurt am Main 1991, ISBN 3-596-11008-4.
- (Hrsg.): Stalingrad. Ereignis – Wirkung – Symbol (= Piper. Bd. 1618). Im Auftrag des Militärgeschichtlichen Forschungsamtes, Piper, München u. a. 1992, ISBN 3-492-11618-3.
- mit Jürgen Matthäus, Richard Breitman, Konrad Kwiet: Ausbildungsziel Judenmord? „Weltanschauliche Erziehung“ von SS, Polizei und Waffen-SS im Rahmen der „Endlösung“ (= Fischer. Bd. 15016: Die Zeit des Nationalsozialismus). Fischer, Frankfurt am Main 2003, ISBN 3-596-15016-7.
- Die Wehrmacht im NS-Staat. Eine strukturgeschichtliche Analyse (= Beiträge zur Militärgeschichte, Militärgeschichte kompakt. Bd. 2). Oldenbourg, München 2007, ISBN 978-3-486-58098-3.